# Pont au Double
Pont au Double er en bro over Seinen i Paris, Frankrig.

## Beliggenhed
Broen forbinder det 4. og 5. arrondissement i Paris.
Når man krydser broen fra den venstre Seinebred, står man umiddelbart ved Notre-Dame de Paris på øen Île de la Cité.

## Historie
I 1515 blev Frans 1. af Frankrig tilskyndet at bygge en bro over den smalle gren af Seine-floden for bedre at kunne transportere patienter to Hôtel Dieu-hospitalet på Île de la Cité. Opførslen af en bro her påbegyndtes imidlertid ikke før 1626, og i 1634 stod den færdig. Denne bro kollapsede i 1709, hvor den blev genopbygget og blev på beliggenheden indtil 1847.
I 1883 blev Pont au Double erstattet af den støbejernsbro med et enkelt spænd, som står der i dag.
Broen har en længde på 45 meter og en bredde på 20 meter.

## Eksterne links
- (På fransk) Structurae

48°51′09″N 2°20′54″Ø / 48.8525°N 2.34833°Ø